# Чекмарёв, Николай Иванович
Никола́й Ива́нович Чекмарёв (23 сентября [5 октября] 1849 — не ранее 1926) — военный инженер, архитектор, работал преимущественно в Киеве и на Украине.

## Биография
Происходил из потомственных дворян Тамбовской губернии. Окончил Владимирскую военную гимназию (1865) в Киеве, Николаевское инженерное училище (1868) и Николаевскую инженерную академию (1874) в Петербурге. Некоторое время состоял при инженерном управлении Киевской крепости.
В 1877—1878 годах участвовал в русско-турецкой войне на Балканах в составе саперного батальона и 14-го армейского корпуса. Отличился в Добрудже при взятии укреплений Базарджика. Был удостоен боевых наград вплоть до ордена Св. Владимира 4-й степени с мечами и бантом.
Полковник-инженер с 1891 года. Вышел в отставку в чине генерал-майора.
В 1880—1898 годах занимал должность архитектора Киевского учебного округа. В отзыве попечителя округа были отмечены «многолетняя служебная деятельность полковника Чекмарёва, выразившаяся в ряде прекрасно возведенных им зданиях учебных заведений Округа, в его честном и рачительном отношении к службе, а также выдающиеся способности и серьезное знание своего дела».
После ухода со службы Н. И. Чекмарёв проживал в местечке Гостомель под Киевом, где у него было имение Чекмарёвка (не сохранилось). Активно участвовал в жизни местечка, содействовал возведению там общественных построек. Благодаря этому помещик Чекмарёв пользовался симпатиями местных крестьян. В 1920 году, уже будучи стариком, овдовев и оставшись без средств к существованию, был принят в Гостомельское общество; в дальнейшем получил земельный надел, который сдавал в аренду. В 1925 году переселился в соседний дачный поселок Бучу. Последние имеющиеся сведения об Н. И. Чекмарёве датированы 1926 годом.

## Творчество
Работая архитектором учебного округа, выстроил ряд зданий для различных учебных заведений (в том числе корпуса двух гимназий в Киеве). Выполнял также частные заказы по возведению жилых домов. При оформлении фасадов применял мотивы неоренессанса, «русского стиля», «кирпичного стиля» и др.

### Отдельные реализованные проекты
- Здание Киево-Печерской (5-й) гимназии в Киеве по ул. Суворова, 1 (выходит на нынешнюю пл. Славы в местности Печерск). Проект был составлен в 1884 году, строительство велось в 1885—1886 годах. Фасад был декорирован в «русском стиле». Первоначально двухэтажное. В советское время здесь был размещен Автодорожный институт, для которого здание в 1960-х годах было надстроено до четырёх этажей и расширено, первоначальный декор при этом уничтожен.
- Здание 4-й гимназии в Киеве по Большой Васильковской улице, 96 (прежде дом 98); главный фасад выходит на переулок, перпендикулярный улице. Возведено в 1897—1898 годах в местности Новое Строение[3]. Включало домовую церковь Св. Николая. Фасады оформлены в духе неоренессанса. В 1920 году пострадало от пожара, но было восстановлено и использовалось как помещение средней школы, впоследствии — ведомственное учебное заведение КГБ и СБУ.
- Пристройка к зданию Реального училища в Киеве в виде двухэтажного объёма с актовым залом справа от училищного корпуса по ул. Большой Житомирской, 2. Выполнена в 1894—1895 годах (в проектировании участвовал Я. В. Кривцов). Ныне помещение Дипломатической академии Украины.
- Доходный дом генерала Павлова в Киеве по ул. Пушкинской, 33. Построен в 1895—1896 годах. Первоначально трехэтажный, впоследствии надстроен.

В 1890 году во время летних манёвров Н. И. Чекмарёв обустраивал в Ровно временную квартиру императора Александра III, за что был удостоен перстня с украшенным бриллиантами царским вензелем.